# 手をつなごう/禁断のカルマ
| 専門評論家によるレビュー            | 専門評論家によるレビュー |
| レビュー・スコア                    | レビュー・スコア         |
| 出典                                | 評価                     |
| ----------------------------------- | ------------------------ |
| 『Rolling Stone Japan』（南波一海） | [ 1 ]                    |
| 『Billboard Japan』（平賀哲雄）     | 肯定的                   |

『手をつなごう/禁断のカルマ』（てをつなごう/きんだんのカルマ）は、私立恵比寿中学の4枚目のシングル（インディーズを含めると通算10枚目）である。2013年6月5日にDefSTAR RECORDSから発売された。

## 概要
ポケモン盤（初回生産限定盤A）、カルマ盤（初回生産限定盤B）、サブカル盤（通常盤）の3形態での発売。

## 収録曲
（私立恵比寿中学：瑞季、真山りか、杏野なつ、安本彩花、廣田あいか、星名美怜、鈴木裕乃、松野莉奈、柏木ひなた）

### ポケモン盤（初回生産限定盤A）
ジャケットイラスト：ポケモンによる「て」の文字（ピカチュウ、イーブイ、シャワーズ、サンダース、ブースター、エーフィ、ブラッキー、リーフィア、グレイシア、ニンフィア）、ポケットモンスター ベストウイッシュフォントの「私立恵比寿中学」の文字。
1. 手をつなごう
作詞：柳達基、作曲・編曲：宅見将典
テレビ東京系アニメ『ポケットモンスター ベストウイッシュ シーズン2 デコロラアドベンチャー』のエンディングテーマ
短編映画『ピカチュウとイーブイ☆フレンズ』のエンディングテーマ
V.A.『ポケモンTVアニメ主題歌 BEST OF BEST OF BEST 1997-2023』（2023年2月1日発売、ソニー・ミュージックレーベルズ）にも収録
ベストアルバム『「中卒」〜エビ中のイケイケベスト〜』（2016年）に8人バージョンの「手をつなごう(中卒ver.)」が収録
2. 禁断のカルマ
作詞・作曲・編曲：杉山勝彦、ストリングスアレンジ：有木竜郎
テレビ東京系ドラマ『ヴァンパイア・ヘヴン』のオープニングテーマ
ベストアルバム『「中卒」〜エビ中のイケイケベスト〜』（2016年）に8人バージョンの『禁断のカルマ(中卒ver.)』が収録
3. サクラ・ゴーラウンド
作詞：戸田昭吾、作曲・編曲：たなかひろかず
テレビ東京系アニメ『ポケットモンスター ベストウイッシュ シーズン2 エピソードN』のエンディングテーマ[3]
V.A.『ポケモンTVアニメ主題歌 BEST OF BEST OF BEST 1997-2023』（2023年2月1日発売、ソニー・ミュージックレーベルズ）にも収録
4. 手をつなごう（Less Vocal）
5. 禁断のカルマ（Less Vocal）
6. サクラ・ゴーラウンド（Less Vocal）

### カルマ盤（初回生産限定盤B）
1. 禁断のカルマ
2. 手をつなごう
3. Lon de Don
作詞・作曲・編曲：磯崎健史
TOKYO MX『エビ中の永遠に中学生(仮)2』エンディングテーマ
4. 禁断のカルマ（Less Vocal）
5. 手をつなごう（Less Vocal）
6. Lon de Don（Less Vocal）

### サブカル盤（通常盤）
ジャケットコンセプト：レントゲン写真の一部
1. 手をつなごう
2. 禁断のカルマ
3. Another Day
作詞：フミ、作曲：ハヤシ・フミ、編曲：Hiroyuki Hayashi
4. 手をつなごう（Less Vocal）
5. 禁断のカルマ（Less Vocal）
6. Another Day（Less Vocal）